# Kristina Háfoss
Kristina Háfoss   (Copenhaguen, 26 de juny de 1975) és una economista, advocada, política i nedadora de les illes Fèroe. Entre 2015 i 2019 va exercir de Ministra de Finances de les Illes Fèroe.
Kristina Háfoss va estudiar a la Universitat de Copenhaguen els graus de dret (2002) i economia (2003). Llavors va treballar al ministeri d'afers exteriors del govern danès del 1998 al 1999, al ministeri de finances del 1999 al 2000 i a l'oficina del primer ministre de les Illes Fèroe en períodes estiuencs del 1999 al 2000. Ha estat membre dels comitès de la cambra de diputats de les Illes Fèroe, anomenada Løgting, del 2002 al 2004 i la seva presidenta del 2011 al 2015. Actualment, és diputada del partit independentista Tjóðveldi al parlament feroès.